# Linceo de Samos
Linceo de Samos (en griego antiguo, Λυγκεὺς ὁ Σάμιος) fue un escritor griego de finales del s. IV a. C. y comienzos del s. III a. C., conocido por haber escrito comedias, cartas y anécdotas humorísticas. Supuesto descendiente de Alcibíades, era hermano de Duris de Samos y discípulo del filósofo  peripatético Teofrasto.
Sus obras muestran un especial interés por la gastronomía, como se puede apreciar, sobre todo, en sus cartas, y en un ensayo que escribió sobre la compra de comida. De hecho, aparece citado con relativa frecuencia en el  Banquete de los eruditos, de Ateneo y es gracias a eso por lo que se nos ha conservado su nombre, ya que, de lo contrario, hoy sería un autor prácticamente olvidado.
Como comediógrafo, Linceo pertenece a la denominada Comedia nueva, de época helenística. En este movimiento, el autor más representativo fue Menandro, rival de Linceo y a quien nuestro autor dedicó una obra. La única escena de una obra de Linceo que se nos conserva pertenece a su obra Kentauros ("El centauro"). Citada por Ateneo (131f), suele aparecer recogida en las colecciones de fragmentos cómicos. Se trata de una escena ambientada en Atenas, en la que se discute sobre el menú que se va a poner en una cena: en función de cuál es la ciudad de origen de cada uno de los invitados, se trata de averiguar cuáles serán sus platos favoritos.